# Campodorus tenuitarsis
Campodorus tenuitarsis là một loài tò vò trong họ Ichneumonidae.